# Misión Klein-Saks
La Misión Klein-Saks fue una comisión de economistas estadounidenses que operó en Chile entre 1955 y 1958, convocada por el segundo gobierno de Carlos Ibáñez del Campo para disminuir la inflación que afectaba al país.

## Historia
Durante la década de 1950, en gran parte de los países de América Latina se hicieron evidentes algunas limitaciones del modelo de desarrollo adoptado desde los años 1920 y reforzado tras la crisis de 1929, conocido bajo el rótulo de «estatismo keynesiano». Este estilo de desarrollo se sostuvo en un modelo de «desarrollo hacia adentro» o de industrialización por sustitución de importaciones (o modelo ISI, por sus siglas), y perseguía la industrialización nacional orientada hacia el mercado interno a través del fomento estatal en las principales áreas económicas. Sus principales problemas a mediados de siglo se manifestaron en los déficit de la balanza de pagos y de divisas, y en el desequilibrio entre la urbanización y la producción agrícola.
Con el fin de establecer un diagnóstico que permitiera corregir los problemas económicos, el gobierno de Carlos Ibáñez del Campo contrató la asesoría de un grupo de expertos norteamericanos: la Misión Klein-Saks, cuyos miembros contaban con altos cargos en la banca norteamericana. Si bien en un comienzo este grupo tuvo la tarea de proponer políticas para estabilizar la moneda y controlar la inflación, finalmente llegó a ser un programa global de transformación económica, aunque nunca haya llegado a proponer la sustitución completa del modelo económico.
Cabe destacar que el diario El Mercurio promovió desde el comienzo la llegada de la misión Klein-Saks, siendo Agustín Edwards Budge su principal gestor y promotor. Así, en el editorial de El Mercurio del 3 de julio de 1955 se señaló que los técnicos de la misión «vendrían, sin prejuicios de ningún género, a examinar objetivamente lo que hay que hacer para reorganizar el país económica, financiera y administrativamente».

## Conclusiones
Las conclusiones de la misión sintetizaron que «Chile estaba sufriendo las consecuencias de consumir más de lo que producía». En consecuencia, las principales recomendaciones fueron:
- Reducir el déficit fiscal y limitar el crédito bancario al sector privado (para reducir la inflación);
- Eliminar los reajustes automáticos de sueldos y decretar la libertad de negociación de remuneraciones;
- Eliminar el sistema que fijaba múltiples tipos de cambio;
- Aumentar las importaciones y diversificar las exportaciones;
- Atraer capitales extranjeros;
- Eliminar los controles de precios;
- Reformar el sistema tributario.
- Reformar el sistema previsión (fusión de instituciones, disminución de costos de administración)

Aun cuando las propuestas de la misión Klein-Saks no fueron aceptadas en toda su magnitud por los partidos políticos de aquel entonces, se puede señalar que tanto la asistencia de estos consultores, su difusión y defensa durante el período, demuestran que la liberalización económica contaba en el país con cierto apoyo, sobre todo en los sectores económicos agrupados en torno a El Mercurio.

## Efectos
Por influencia de la Misión, algunas medidas fueron aplicadas, lo que redujo drásticamente la inflación, que bajó de un 77% anual entre 1955-1956, a un 17% en 1957. El congelamiento de precios, incluyendo el aumento de salarios, generó una dura resistencia por parte de las organizaciones sociales, como la Central Única de Trabajadores, por medio de paralizaciones nacionales. Finalmente Ibáñez abandonó la idea.[cita requerida]

## Debate
En la época, las críticas a la forma en que eran aplicadas las políticas proteccionistas provenían también de economistas de izquierda, como Aníbal Pinto Santa Cruz, quien en su libro Chile un caso de desarrollo frustrado, se mostraba partidario de orientar parte de la producción hacia la exportación y favorecer el comercio con la región, por medio de acuerdos comerciales.[cita requerida]
Algunos autores han considerado que la Misión Klein-Saks fue un antecedente directo del neoliberalismo, que se frustró por la resistencia política de ciertos sectores afectados por el costo que provocaba la aplicación de un ajuste como el que se proponía. Rolf Lüders, por ejemplo, plantea esta idea.